# ONVIF
ONVIF (Open Network Video Interface Forum) é um fórum global e aberto da indústria com o objetivo de facilitar o desenvolvimento e o uso de um padrão aberto e global para a interface de produtos físicos de segurança baseados em IP. O ONVIF cria um padrão de como os produtos IP em vigilância por vídeo e outras áreas de segurança física que podem se comunicar entre si. ONVIF é uma organização fundada em 2008 pela Axis Communications, Bosch Security Systems e Sony.